# Direct-Shift Gearbox

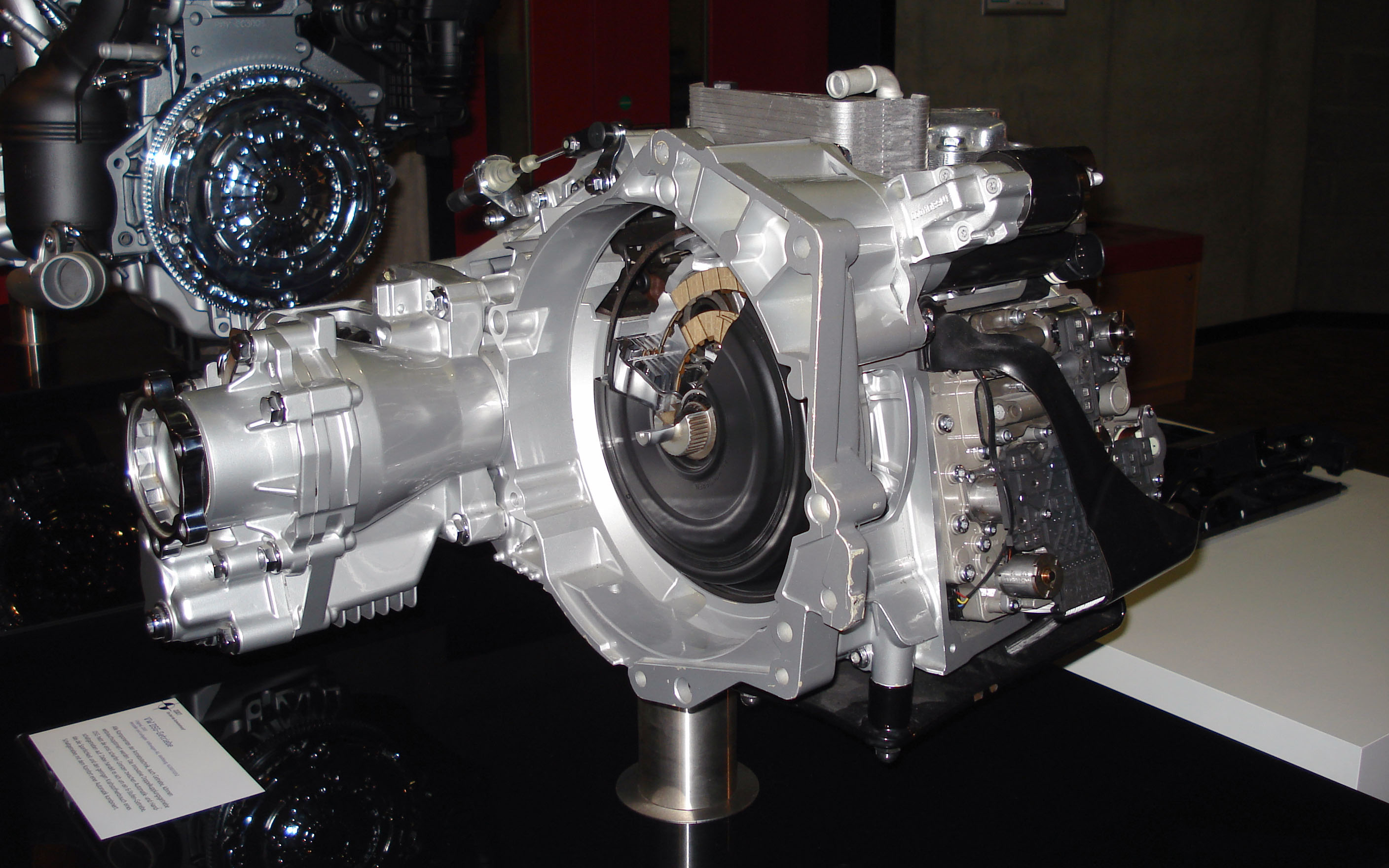
Vista in sezione del cambio DSG

Il Direct-Shift Gearbox, in tedesco Direkt-schalt getriebe, sigla DSG, è un cambio a doppia frizione automatico a controllo elettronico, utilizzabile in modalità automatica o semiautomatica, sviluppato dall'azienda statunitense BorgWarner e inizialmente concesso in licenza al Gruppo Volkswagen.

## Descrizione
Il cambio è dotato di un doppio albero primario (coassiali) e da due alberi secondari (può essere realizzato anche con un solo albero secondario) e di altrettante frizioni, che comandano il doppio albero primario.

## Il funzionamento
Per semplicità, è meglio immaginarlo come costituito dall'unione di due cambi manuali robotizzati funzionanti come un'unica unità.
Utilizzando la tecnica della doppia frizione e del doppio albero, il tempo di cambiata dipende esclusivamente dal tempo di commutazione della frizione, anche se questo è valido solo in un unico verso di cambiata, generalmente dal rapporto più basso a quello più alto.

## Uso
È stato adottato inizialmente sulle automobili del gruppo Volkswagen, esordendo sulla Golf R32 del 2003, e ora è in rapida diffusione su modelli di altre case automobilistiche, sempre del gruppo Volkswagen, fra le quali Škoda, Audi, Seat, Cupra e Porsche.
Attualmente è disponibile per motorizzazioni montate in posizione anteriore trasversale a due o quattro ruote motrici. La Bugatti Veyron è l'unica eccezione, in quanto il suo cambio è stato sviluppato da Skito.
Un cambio di questo tipo viene usato anche sulla motocicletta Honda VFR 1200F (la prima delle moto con tale soluzione)